# Wenn die Bombe platzt
Wenn die Bombe platzt ist eine österreichische Kriminalkomödie des Regisseurs E. W. Emo aus dem Jahr 1957. Die Hauptrollen waren mit Oskar Sima,  Rudolf Platte und Hans Richter besetzt worden. Das Drehbuch verfassten Norbert Kunze und Ernst Hagen.  Sowohl in seinem Heimatland als auch in der Bundesrepublik Deutschland kam der Film zum ersten Mal am 10. Januar 1958 in die Kinos.

## Handlung
Das Ganoventrio Tarzan, Gustav und Schnecke sprengt einen Banktresor. Zum Pech der dreien gibt es einen Augenzeugen: den Trompeter Peter. Damit der sie nicht verpfeifen kann, nehmen sie ihn kurzerhand als Geisel mit in ihre Vorstadtwohnung, die von Tarzans Braut Lilly verwaltet wird. Was die schweren Jungs aber nicht ahnen: Im Stock unter ihnen betreibt die Verlobte des Trompeters eine Tierarztpraxis.
Als die Gauner am nächsten Tag einen Blick in die Morgenzeitung werfen, trifft sie fast der Schlag; denn unbemerkt wurden sie von einer Kamera gefilmt. Tarzan schafft es jedoch, in der Maske eines Scotland-Yard-Reporters dem sich maßlos überschätzenden Kriminalinspektor Grotinger die Filmrolle zu entwenden. Im häuslichen Kreis schauen sich die Halunken den Streifen an. Gustav ist dies äußerst peinlich; denn nun erfahren seine Komplizen, wie er von der Beute ein paar Juwelen für sich abgezweigt hat. Während des darüber entstehenden Streites geht die Filmrolle in Flammen auf, und der Geisel gelingt die Flucht.
Weil dem Einbrecherkleeblatt der Boden unter den Füßen zu heiß geworden ist, sucht es Schutz in einem Sanatorium. Jedoch kommt den dreien bald Grotinger auf die Spur. Jetzt heißt es wieder das Weite zu suchen. Vorher aber begeben sich die Ganoven noch zu der Scheune, wo sie ihre Beute versteckt haben. Mit Entsetzen sehen sie einen vollbeladenen Heuwagen herausfahren. Sie folgen ihm und landen in einem Zirkus. Beim Einbruch der Dunkelheit dringen die Freunde in die Käfige ein und suchen den Schatz. Ihre geflohene Geisel, die ausgerechnet hier als Trompeter eine Stelle gefunden hat, erkennt seine Kidnapper und alarmiert die Polizei. Während der Abendvorstellung erleben die Zuschauer eine Jagd auf das Gaunertrio. Peter erhält eine stattliche Belohnung und Tarzan, Gustav und Schnecke landen im Gefängnis.

## Ergänzungen
Gedreht wurde der Streifen in den Rosenhügel-Filmstudios in Wien. Die Bauten wurden von dem Filmarchitekten Fritz Mögle entworfen. Der später sehr bekannt gewordene Regisseur Franz Josef Gottlieb betätigte sich hier noch als Regieassistent.

## Kritik
Das Lexikon des internationalen Films bezeichnet den Streifen als Filmgroteske mit trotteliger Kriminalpolizei, Gangsterbraut und Happy End zweier Geiseln.

## Quelle
- Programm zum Film: Illustrierte Film-Bühne, Vereinigte Verlagsgesellschaften Franke & Co., München, Nummer 4112